# Hilda F. M. Prescott
Hilda Frances Margaret Prescott, mais conhecida como H. F. M. Prescott (Cheshire, 22 de fevereiro de 1896 – 1972), foi uma escritora e historiadora britânica. Era Filha de um clérigo e membro da Igreja Anglicana. Prescott estudou história moderna na Universidade de Oxford e na Universidade de Manchester, conseguindo um Master of Arts em ambas as universidades e um doutorado em Durham. Os seus principais livros foram "O Homem em um Burro" (The Man on a Donkey) e a biografia que fez sobre Maria Tudor que a fez ganhar o James Tait Black Memorial Prize em 1940.